# Пекатоника (Илиноис)
Пекатоника (енгл. Pecatonica) град је у америчкој савезној држави Илиноис.

## Демографија
По попису из 2010. године број становника је 2.195, што је 198 (9,9%) становника више него 2000. године.
| Група             | 2000.         | 2010.         |
| Белци             | 1.959 (98,1%) | 2.129 (97,0%) |
| Афроамериканци    | 5 (0,3%)      | 4 (0,2%)      |
| Азијати           | 2 (0,1%)      | 7 (0,3%)      |
| Хиспаноамериканци | 12 (0,6%)     | 32 (1,5%)     |
| Укупно            | 1.997         | 2.195         |